# Średniowieczne optimum klimatyczne

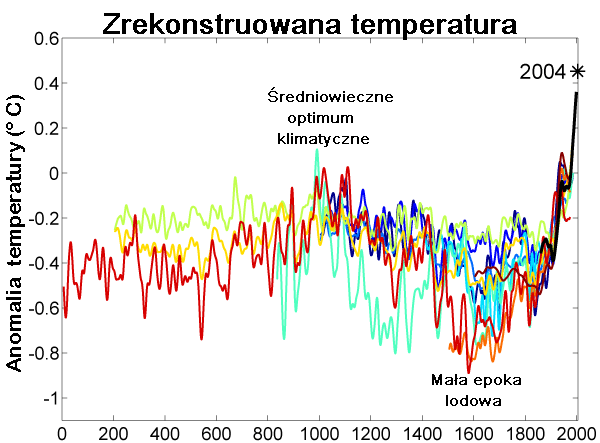
Temperatury w średniowiecznym optimum klimatycznym. Kompilacja danych z różnych źródeł

Średniowieczne optimum klimatyczne – okres ocieplenia znany głównie z rejonu północnego Atlantyku (Europa, Ameryka Północna), które miało miejsce ok. 900–1300 n.e.. Nastąpiło ono po chłodnym okresie tzw. średniowiecznej wędrówki ludów w Europie, czyli wczesnośredniowiecznym ochłodzeniu. Kończy ten okres mała epoka lodowa. Ocieplenie to jest jednym z wielu tej rangi ociepleń w holocenie (np. optimum klimatyczne epoki brązu i epoki rzymskiej). Autorem pojęcia „średniowiecznego optimum klimatycznego” jest Hubert Lamb. Obecnie w nauce tego terminu raczej się nie używa, bo ocieplenie miało miejsce tylko w niektórych częściach świata. Mówi się więc raczej o „średniowiecznej anomalii klimatycznej”.
Odtworzone różnice temperatur w okresie średniowiecznego optimum klimatycznego tylko w niektórych regionach świata (zwłaszcza w okolicy Grenlandii i części dzisiejszych Stanów Zjednoczonych) były wyższe niż w okresie 1960–1990. Wiele innych obszarów, np. Azja Środkowa czy tropikalny Pacyfik, były chłodniejsze niż w okresie 1960–1990. Oznacza to, że średniowieczne ocieplenie miało charakter lokalny, tymczasem w okresie 1998–2008 obserwowano już ocieplenie o charakterze globalnym.
Jako że średniowieczne optimum klimatyczne zaznaczyło się w Skandynawii i rejonach polarnych, wiąże się je z rozkwitem cywilizacji wikingów, którzy m.in. skolonizowali wtedy południową Grenlandię. Także w tym czasie w Anglii i innych rejonach Europy uprawiano winorośl. W Alpach na przedpolach obecnie wycofujących się czół lodowców znajdowane są zakorzenione lub przywleczone z wyższych położeń pnie drzew pochodzące z tego ciepłego okresu. Są to bezpośrednie dowody na mniejszy zasięg lodowców w tym czasie.
W Ameryce Północnej ocieplenie spowodowało długotrwałe susze, które wpłynęły na wiele plemion indiańskich oraz doprowadziły prawdopodobnie do końca kultury Anasazi.
Ze względu na to, że zmiany klimatu związane ze „średniowiecznym optimum klimatycznym” oraz „małą epoką lodową” mają duże implikacje dla obecnego ocieplenia, gdyż wskazują na naturalne fluktuacje klimatu w skali setek lat, terminy te stały się przedmiotem debaty naukowo-politycznej. Według raportu IPCC, początkowo sądzono, że zmiany temperatury były globalne. Pogląd ten zakwestionowano; raport IPCC podsumował te badania, oświadczając, że „...obecne dowody naukowe nie popierają globalnie synchronicznych okresów nietypowego oziębienia lub ocieplenia w tym przedziale czasowym, a konwencjonalne terminy ‘Mała epoka lodowa’ i ‘Średniowieczne optimum klimatyczne’ okazują się mieć ograniczoną użyteczność w opisywaniu trendów hemisferycznych lub globalnych zmian temperatury w ostatnich stuleciach”. Amerykańska Narodowa Służba Oceaniczna i Meteorologiczna (NOAA) oświadcza, że „idea globalnego lub hemisferycznego ‘Średniowiecznego optimum klimatycznego’ cieplejszego niż obecnie okazała się błędna” a te „istniejące pomiary wykazują, że nie było wielosetletnich okresów, w których globalne lub hemisferyczne temperatury były takie same lub cieplejsze niż w XX wieku.” Istniejące pomiary temperatury ze rdzeni lodowych, słojów rocznych i osadów z jezior wykazują, że Ziemia z okresu 1000–1200 n.e. była o 0,03 °C chłodniejsza niż w okresie 1901–1970 n.e. Te same dane wskazują, że najcieplejszym 50-letnim okresem półkuli północnej przed 1900 r. były lata 1146–1195, które były równie ciepłe jak okres 1901–1970. Według dostępnych 71 krzywych paleoklimatycznych zmiany temperatury podczas ostatnich 2000 lat osiągały amplitudę od 0,5 °C do 4 °C (średnio 1,5–2 °C), gdzie najlepiej zaznaczyły się okresy ŚOK i małej epoki lodowej oraz obecne ocieplenie. Wcześniejsze okresy: Dark Age Cold Period („Ciemne Wieki” – ochłodzenie wczesnośredniowieczne) i optimum epoki rzymskiej są słabiej zaznaczone.